# 브레티니 조약

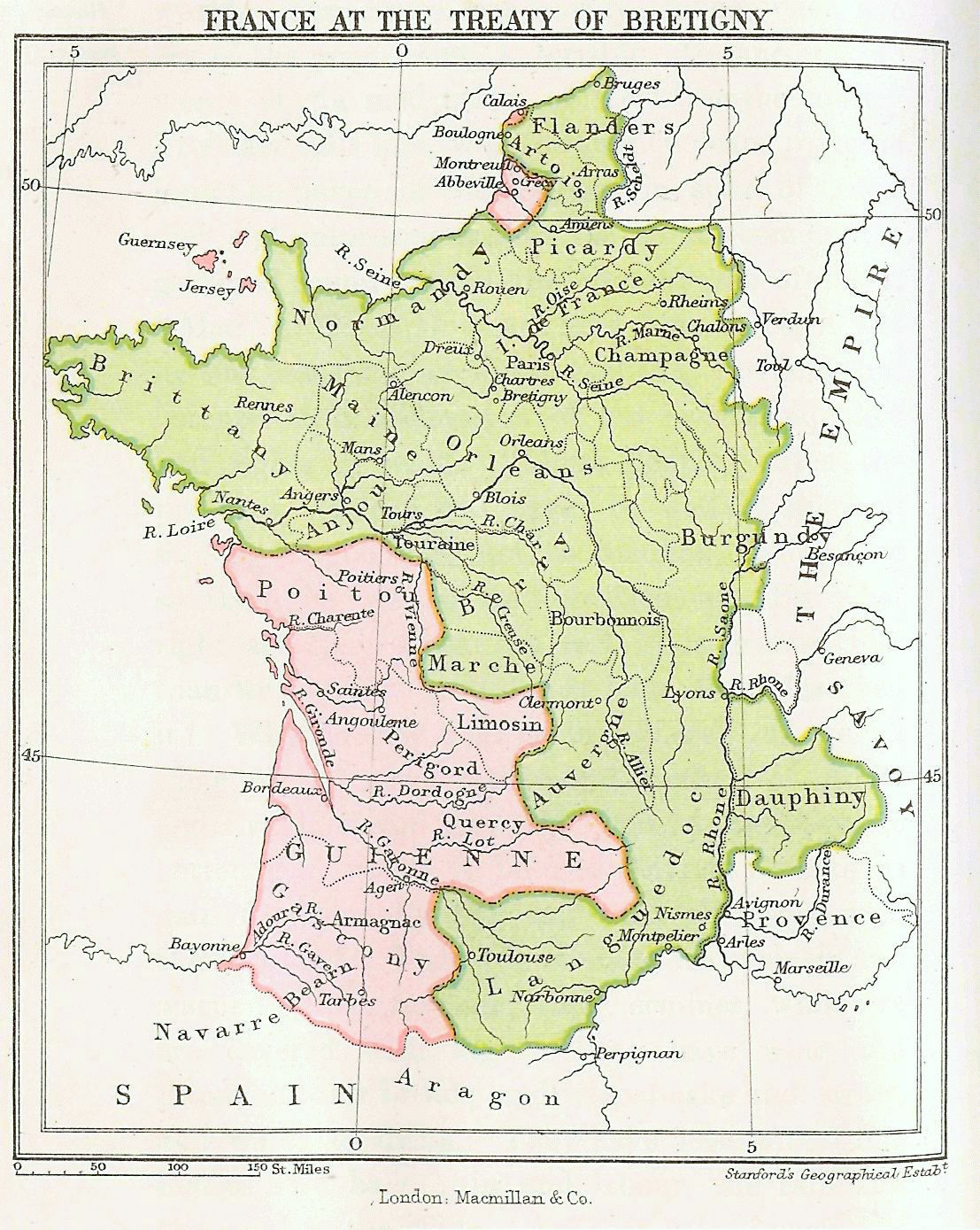

브레티니 조약(프랑스어: Traité de Brétigny)은 백년 전쟁 기간 동안 잉글랜드와 프랑스 왕가 사이에 체결된 조약이다. 1360년 5월 8일 프랑스 브레티니(Brétigny) 지방에서 초안이 작성되어 같은 해 10월 24일에 칼레에서 비준되었다 하여 칼레 조약(영어: Treaty of Calais)이라고도 부른다.
에드워드 전쟁 내내 잉글랜드군에게 일방적으로 약탈당한 프랑스는 1359년 다시 공격을 시작한 잉글랜드군에게 휴전을 제안했다. 푸아티에 전투에서 인질로 잡혀 런던에 있었던 장 2세가 서명하였다.
조약의 내용은 옛 앙주왕령을 잉글랜드 왕실의 것으로 귀속할 것, 프랑스 왕은 이 영토에 관하여 종주권을 행사하지 않을 것, 그리고 잉글랜드의 왕은 프랑스 왕위를 포기할 것을 약속했다. 이 내용은 잉글랜드가 처음부터 왕위보다는 영토를 중요하게 생각했다는 의미이기도 하다.